# Plectaneia
Plectaneia es un género de fanerógamas de la familia Apocynaceae. Contiene tres especies. Es originario de Madagascar.

## Taxonomía
El género fue descrito por Louis Marie Aubert Du Petit-Thouars y publicado en Genera Nova Madagascariensia 11. 1806.

## Especies
- Plectaneia longisepala
- Plectaneia stenophylla
- Plectaneia thouarsii